# Округ Кејн (Илиноис)
Округ Кејн (енгл. Kane County) је округ у америчкој савезној држави Илиноис.

## Демографија
По попису из 2010. године број становника је 515.269, што је 111.15 (27,5%) становника више него 2000. године.
| Група             | 2000.           | 2010.           |
| Белци             | 273.390 (67,7%) | 304.051 (59,0%) |
| Афроамериканци    | 23.279 (5,8%)   | 29.422 (5,7%)   |
| Азијати           | 7.296 (1,8%)    | 17.895 (3,5%)   |
| Хиспаноамериканци | 95.924 (23,7%)  | 158.390 (30,7%) |
| Укупно            | 404.119         | 515.269         |